# Apeadeiro de Portela
O apeadeiro de Portela é uma gare da Linha do Minho, que serve a localidade de Covelas, no concelho de Trofa, em Portugal.

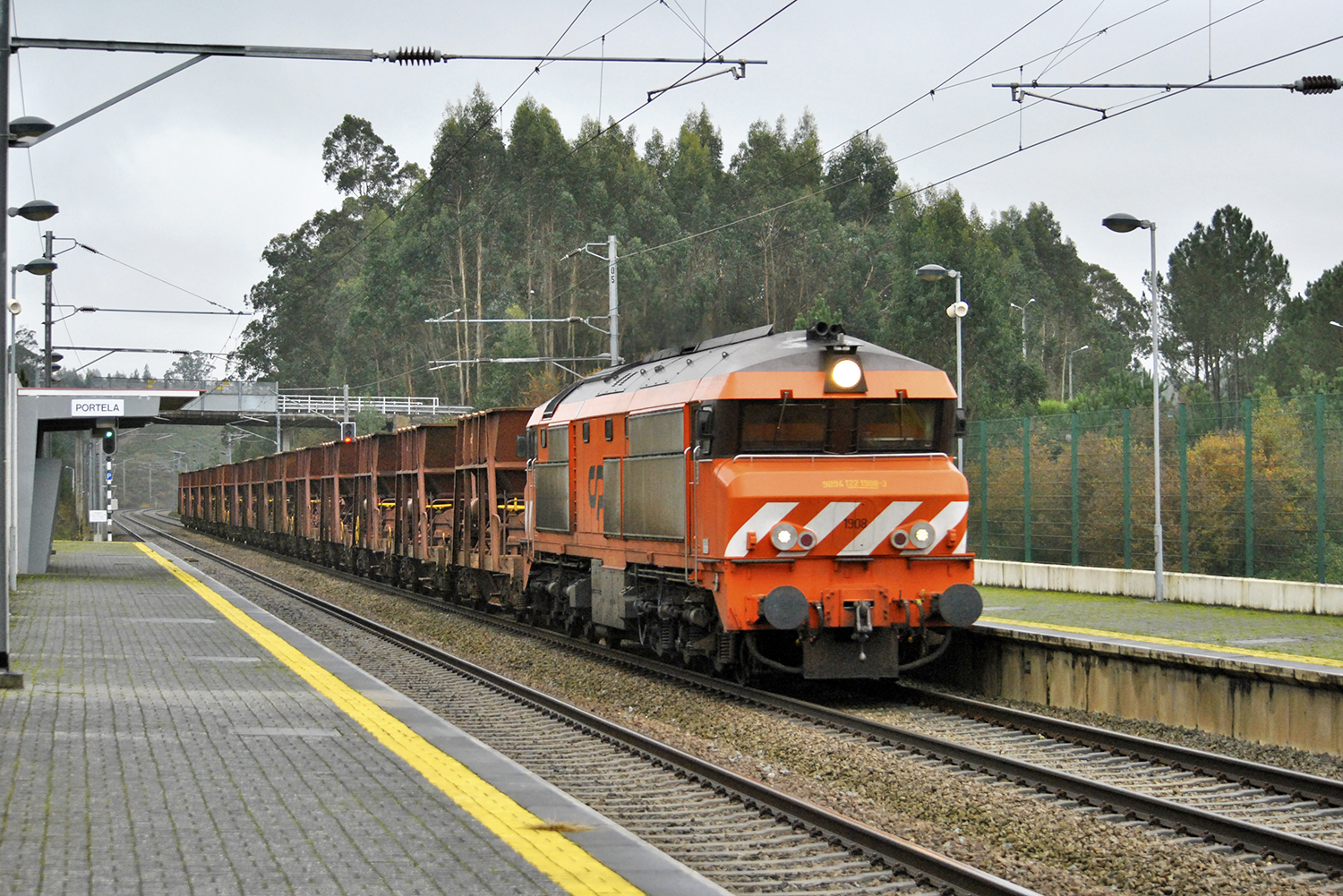
Apeadeiro de Portela, em 2012

## Descrição

### Localização e acessos
O Apeadeiro de Portela está situado junto à localidade com o mesmo nome, no concelho da Trofa. Tem acesso pela Rua da Cruz.

### Serviços
Em dados de 2022, esta interface é servida por comboios de passageiros da USGP (C.P.), oriundos de Porto-Campanhã e com destino a Braga (uma circulação diária em cada sentido) e Guimarães (quinze circulações diárias em cada sentido).

## História
Este apeadeiro encontra-se no troço da Linha do Minho entre as estações de Campanhã e Nine, que entrou ao serviço, junto com o Ramal de Braga, em 21 de Maio de 1875. Em 1985, Portela estava dotado de plataforma do lado nascente da via (lado direito do sentido ascendente, para Monção).